# Binta Drammeh
Binta Drammeh, född 21 maj 1992 i Skäggetorp, är en svensk basketspelare i svenska landslaget. Hon spelar för närvarande i den ungerska klubben Pinkk Pecsi.
Binta Drammeh växte upp i Husby norr om Stockholm och var länge den lysande flickstjärnan i BK Järva. Hon flyttade till Södertälje 2008 och slog igenom på allvar samma år då hon deltog i U18-EM för tjejer 2009 i Södertälje, där Sverige tog brons. Hon hade under sin andra säsong i Damligan 2009/2010 snittat 15,6 poäng, 9,4 returer och 2,4 steals trots att hon drabbades av en korsbandsskada och missade nästan hela säsongen. Hon blev 2010 utmämnd till Årets lyft i svensk basket och 2012 fick hon priset som ligans bästa forward.
Binta Drammeh blev 2012 värvad till Frankrike. Hon skrev först på för Toulouse Métropole Basket i Toulouse, men innan try-out perioden var över bytte hon av rent sportsliga skäl till USO Mondeville i Mondeville. Säsongsinledningar 2012/13 gick mindre bra för laget och Drammeh fick knappt visa sig på planen. Hon spelade i snitt nio minuter i franska ligan och sex i Euro League och bröt därför kontraktet under juluppehållet.
Binta Drammeh är vänsterhänt.